# Лумбовски залив
Лумбовски залив (рус. Лумбовский залив) малени је и плитки залив у акваторији Белог мора уз североисточну Терску обалу Кољског полуострва, у Мурманској области Русије. Залив је дугачак око 16 километара, широк до 5 километара, а максимална дубина воде у њему не прелази 4 метра. Обале залива су стрме и камените.
У залив се уливају реке Лумбовка и Каменка, а од отвореног мора раздваја га острво Лумбовски које је од континеталног дела удаљено око 1 километар. Острво Лумбовски је дугачко 3, а широко око 2 километра, максималне висине до 54 метра и прекривено тундром. На острву се налазе два малена језера, а у северозападном делу острва саграђена је и мања рибарска колиба. Холандски картограф Јохан ван Келен уцртао је острво на своју мапу из 1682. године.
Једино насељено место на обалама залива је село Лумбовка у ком је према статистичким подацима из 2010. живело свега 11 становника. На подручју села налази се ваздухопловни полигон Северне флоте Војске Русије. Подручје око залива и сам залив административно припадају Островнском градском округу.